# Ekologism
Ekologism kallas politiska åskådningar som särskilt betonar människans och samhällets plats i naturen.  En deskriptiv ekologism betonar människans, samhällets och ekonomins ömtåliga beroende av biosfären och naturresurserna, medan mer preskriptiva och radikala former av ekologism menar att människan och samhället bör ta minsta möjliga utrymme i biosfären.
Ekologism bör inte betraktas som synonymt med grön politisk filosofi, då den senare vanligen rymmer en hel del antaganden och värderingar som inte är en självklar del av en ekologism.
Ekologismen sätter natur och miljö i centrum, och ser samhället och människans intressen som underställda eller jämställda med fortlevandet av övriga delar av det ekologiska systemet; andra levande organismers välbefinnande är lika viktiga som människans, (och varje människas välbefinnande är lika viktig) och allt liv är högre värderat än andra samhällsintressen, som till exempel kortsiktig ekonomisk vinst, expansion eller hög materiell standard. Det är ur ett ekologistiskt perspektiv att tillämpa en försiktighetsprincip vid alla politiska beslut som kan påverka den samhälleliga eller biologiska miljön; samhällets fortlevnad och välbefinnande i framtiden för kommande generationer är högt prioriterat, och man måste försöka säkerställa så gott det går att samhälleliga aktiviteter idag inte förstör för de kommande generationerna, som till exempel koldioxidutsläppen gör. 
Alla organismers rätt till en sorts självförverkligande, kallat selvutfødelse, ses av ekosofen Arne Næss (en av flera filosofiska förebilder för ekologismen), som väldigt centralt i ett ekologistiskt samhälle. Alla, människor precis som djuren, ska ha rätt att utvecklas till sin fulla potential, och få möjlighet att leva sitt liv på ett sätt som gör det möjligt för en att växa som individ på det sätt man önskar, och få tillfredsställa sina behov så väl det går, givetvis utan att kränka andras rätt till personligt uttryck. 

## Ekofascism
En totalitär variant av ekologismen existerar där staten enligt ekofascismens förespråkare ska vara elitstyrd och styra på ett diktatoriskt sätt som gynnar miljön, se Ekofascism. En av ekofascismens huvudfilosofer är den finska författaren och miljöaktivisten Pentti Linkola.

## Anarkoprimitivism
Ekofascismens yttersta ekologistiska motsats är den anarkoprimitivistiska rörelsen, som menar att ekofascismen aldrig kommer att uppnå sitt mål, eftersom den inte går till roten av problemet; maktens problem, att människan ska härska över annat liv, såväl djur som växter och människor. Om människan ska klara miljökrisen, måste hon enligt anarkoprimitivismen gå ner från sin tron, och så länge vi härskar över människor, kommer vi också att härska över djuren och växterna (genom domesticering), och vice versa. Och makt är förtryck, frånstjälande av en annan varelse dess frihet och självständighet. Viktiga anarkoprimitivistiska ekologister är filosoferna John Zerzan och Derrick Jensen, samt författaren Daniel Quinn. 